# Променлива величина
Променлива пренасочва насам.  За други значения вижте Променлива (пояснение).
В областта на математиката променлива или променлива величина е абстрактно понятие, използвано за означение на математическа същност, обикновено чрез даден символ. Името идва от възможността означената същност да се мени (променя), т.е. да приема различни стойности, за разлика от константата, която се използва за означение на конкретна фиксирана стойност.
Променливата представлява свойство на дадена система (физична, математическа и пр.), което може да се мени (температура, неизвестно, аргумент на функция и др.).
Неизвестните се обозначават най-често чрез букви (или комбинации от букви) от латинската и гръцката азбука.

## История
Променливи се употребяват за пръв път от арабските математици като Мохамед ал Хорезми от началото на IX век. Те означават разглежданите променливи с арабската дума за „нещо“: شَيْء (шай), оттам терминът преминава в испанския, записван като xei, след това често съкращаван само на x. В наши дни x продължава да е най-срещаното означение за неизвестна променлива, пренесено дори в разговорния език.

## Примери
Съществуват различни общопризнати означения за различните видове променливи:
- x, y и z са обикновено ползвани за означение на неизвестни в уравнения и неравенства
- f, g и h се ползуват за означение на функции
- α, β, γ, δ, θ и φ означават най-често ъгли
- с ε бележим безкрайно малка величина